# Bryochiton macrosporus
Bryochiton macrosporus är en svampart som beskrevs av Döbbeler 2007. Bryochiton macrosporus ingår i släktet Bryochiton och familjen Pseudoperisporiaceae.   Inga underarter finns listade i Catalogue of Life.